# Kreuzzug des Weibes
Kreuzzug des Weibes (Titel in Österreich: Kreuzzug des Weibes (Die Tragödie des § 144)) ist ein deutscher Stummfilm aus dem Jahr 1926 von Martin Berger. Der justizkritische Aufklärungsfilm bzw. „Tendenzfilm“ behandelt in melodramatischer Form die Problematik des Schwangerschaftsabbruchs, insbesondere die Strafbarkeit (nach § 218).

## Handlung
Das Vorderhaus eines Gebäudes bewohnt die Verlobte eines Staatsanwalts, die soeben als Lehrerin eingestellt worden ist, im Hinterhaus lebt eine Arbeiterfamilie. Die Frau aus armen Arbeiterverhältnissen will ihr fünftes Kind abtreiben, was der Arzt jedoch verweigert, weil es illegal ist. Die Portiersfrau rät der Arbeiterin, es selbst zu machen.
Unterdessen ist eine moderne Frau nicht mehr bereit, von ihrem modernen Mann ein Kind zu haben, weil sie ihn mit dessen Zofe erwischt hat. Nachdem ihr Hausarzt die Abtreibung vorgenommen hat, behauptet er beim Staatsanwalt, die Blutungen hätten ihn dazu gezwungen. Der Staatsanwalt muss erkennen, dass der Hausarzt damit exkulpiert ist.
Die Arbeiterin dagegen stirbt bei dem Versuch, die Abtreibung selbst vorzunehmen. Der Staatsanwalt unterschreibt einen Haftbefehl. Als der Ehemann durch einen Kriminalbeamten festgenommen wird, bleiben die vier Kinder allein und mittellos. Die Lehrerin sieht die Unterschrift ihres Verlobten auf dem Haftbefehl. Vergeblich bemüht sie sich bei ihm, den Arbeiter freizubekommen. So kümmert sie sich um die verwaisten Kinder der Arbeiterfrau.
Nachdem die Verlobte des Staatsanwalts vom debilen Sohn der Portierfrau vergewaltigt worden ist, wird ihr rechtzeitig klar, dass es um ihren Ruf geschehen ist, wenn das bekannt wird. Unweigerlich würde sie den Mann verlieren, den sie liebt, ebenso ihre Stellung als Lehrerin. Zwischen dem Arzt und dem Staatsanwalt kommt es derweil zu einer ergebnislosen Debatte über die Abtreibung in der Arbeiterfamilie. Der Staatsanwalt besteht darauf, dass Abtreibung Mord bleibe.
Als die Lehrerin dem Arzt von ihrer Vergewaltigung erzählt und ihn bittet, sie von dem ungewollten Kind zu befreien, sagt ihr der Arzt, sie müsse ihre Unschuld beweisen. Er sucht den Staatsanwalt auf und schildert ihm den Fall der Lehrerin, ohne Namen zu nennen. Da der Staatsanwalt sich in dieser Angelegenheit als unzugänglich erweist, nimmt der Arzt nun doch eine Abtreibung vor. Er konfrontiert den Staatsanwalt damit, der daraufhin seinen Dienst aus Gewissensgründen quittiert. Zuletzt kauft er Blumen und bringt sie seiner Verlobten.

## Rezeption
Der Film wurde am 1. Oktober 1926 im Berliner Alhambra uraufgeführt.
Er erhielt mehrfach Jugendverbot.
Insbesondere Maly Delschaft konnte in der Rolle der Verlobten brillieren.

## Kritiken
Die Zeitschrift Deutsche Filmwoche Nr. 43/1926 lobte, der Film rolle Probleme nicht nur auf, sondern versuche sie auch zu lösen. Fazit: „Ein mutiger Film – und ein Film, der gelungen ist.“
Der Kinematograph Nr. 1024/1926 hob die hochkarätige Besetzung hervor: „Der heikle Stoff brauchte an Darstellern das Beste, was zu haben war.“ Den Verfassern des Manuskripts sei hoch anzurechnen, „daß sie das Thema mit Takt und Geschmack abhandelten.“